# اتوزولین
اتوزولین (انگلیسی: Etozolin) یک داروی دیورتیک لوپ است.